# Aoplus lugubris
Aoplus lugubris är en stekelart som först beskrevs av Berthoumieu 1896.  Aoplus lugubris ingår i släktet Aoplus och familjen brokparasitsteklar. Inga underarter finns listade i Catalogue of Life.